# Masonville, Iowa
Masonville là một thành phố thuộc quận Delaware, tiểu bang Iowa, Hoa Kỳ. Năm 2010, dân số của thành phố này là 127 người.

## Dân số
Dân số qua các năm:
- Năm 2000: 104 người.
- Năm 2010: 127 người.